# 루이 롬바디
루이 롬바디(Louis Lombardi, 1968년 ~ )는 미국의 배우이다. 드라마 《24》의 에드거 스타일스 역으로 알려져 있다.

## 출연 작품
- 아메리칸 잡 (2019)
- 백 인 더 데이 (2016)
- 2 데드 2 킬 (2013)
- 초콜렛 도넛 (2012)
- 배틀쉽 (2012)
- 로날 더 바바리언 (2011)
- 리플렉션 (2008)
- 스피릿 (2008)
- 체이싱 3000 (2006)
- 비어 리그 (2006)
- 스파이더맨 2 (2004)
- 원더랜드 (2003)
- 컨피던스 (2003)
- 핫 칙 (2002)
- 듀스 와일드 (2002)
- 애니멀 (2001)
- 3000 마일 (2001)
- 로라 (1997)
- 수어싸이드 킹 (1997)
- 파더스 데이 (1997)
- 불사조 (1995)
- 유주얼 서스펙트 (1995)
- 에드 우드 (1994)
- 올리버 스톤의 킬러 (1994)
- 비버리 힐스 캅 3 (1994)
- 세 친구 (1993)